# Ostorlábúak
Az ostorlábúak (Amblypygi) az ízeltlábúak törzsében a pókszabásúak (Arachnida) osztályának egyik rendje. Jelenleg 5 családjuk, 17 nemük és 136 fajuk ismert.

## Származásuk, elterjedésük
Régebben az ostorfarkúakkal (Uropygi) együtt a tengeri skorpiók leszármazottainak tekintették őket; az újabb vizsgálatok átsorolták a taxont a pókszabásúak (Arachnida) osztályába. A legtöbb fajuk
- az újvilági faunabirodalom (Neogea) brazíliai faunaterületén, illetve
- az északi faunabirodalom afrotropikus és orientális faunaterületén

él, trópusi vagy szubtrópusi éghajlaton. Az egyetlen európai faj a Charinus ioanniticus csak az Égei-tenger két szigetén (Kósz, Rodosz) és Izraelben honos.

## Megjelenésük, felépítésük
Az ostorlábúak 5–40 mm hosszúak, testük széles, lapított. Előtestük vese vagy szív alakú, hátukat pajzs fedi. Szájszervük pengeszerű. Méregmirigyeik nincsenek. Potrohukon közeli rokonaiktól, az ostorfarkúaktól eltérően nincs nyúlvány (telson); tudományos nevüket erről kapták.
Első pár, hagyományosan tapogatólábnak (pedipalpus) nevezett lábpárjuk fogólábbá (fogókarrá) alakult át. A középen ízelt láb hossza a testhossz többszöröse is lehet. A belső szélén erős kampók nőnek, a végén pedig hegyes, mozgatható tövis. A középső ízület lehetővé teszi, hogy az oldalt kihajtott lábbal megragadott áldozatot az ostorlábú a szája elé vonhassa.
Második lábpárjuk viszont valódi tapogató érzékszervvé módosult: erről az ostorszerűen megnyúlt és elvékonyodott érzékszervről kapták magyar nevüket. Számos ízre tagolt, és ezeket a fonalszerű belső izmok külön-külön mozgatják, amitől az olyan hajlékony és mozgékony, mint a polip karja; inkább látszik csápnak, mint lábnak. Hossza egyes fajoknál a 30 cm-t is elérheti.

## Életmódjuk, élőhelyük
A meleg, nedves környezetet kedvelik. A legtöbb faj éjjel aktív, nappal fák repedéseibe, kövek alá húzódnak. Ragadozók. Nemcsak más ízeltlábúakkal táplálkoznak, de elejthetik a kisebb gerinceseket (például gyíkokat) is. Többnyire egy kövön ülve várják áldozataikat, és közben hosszú, ostorszerű lábaikkal pásztázzák környezetüket: az egyik láb az állat előtt tapogat, a másik pedig mögötte. A csápszerű végtagok mozgása annyira finom, hogy a megérintett állat (például lepke) azt észre sem veszi. Miután felmérte a zsákmány pontos helyét, azt a karmos „tapogatólábak” ragadják meg. Az áldozatot többnyire a végtüskével döfi le, majd a tüskét visszahajtva a tetemet, illetve sebesültet a láb kampóihoz szorítja.

## Érdekesség
A Harry Potter és a Tűz Serlege című filmben Rémszem Mordon egy ostorlábún szemlélteti a főbenjáró átkokat. A könyvben ezt egy pókkal teszi.

## Ismertebb fajok
- Damon diadema